# Eskiçöte, Çubuk
Eskiçöte là một xã thuộc huyện Çubuk, tỉnh Ankara, Thổ Nhĩ Kỳ. Dân số thời điểm năm 2011 là 149 người.